# Estación Trintre
Trintre es una antigua estación ubicada en la comuna chilena  de Los Sauces la Región de la Araucanía, que fue parte del ramal Renaico - Traiguén.
Este poblado reúne a sus habitantes en un centro apartado de la ciudad pero conectado a los servicios básicos. Dentro de sus instalaciones se encuentran: Iglesia Metodista Pentecostal de Chile (Templo Anexo de la iglesia de Angol), Templo Adventista, Templo Católico, Posta de Salud Rural, Jardín Infantil, Escuela, Junta de Vecinos, Cancha de Carrera a la chilena.
La estación de trenes se encuentra extinta y la principal vía de comunicación es el traslado en Bus.
- Datos: Q5845220